# Wereldkampioenschap voetbal 1982 (kwalificatie AFC & OFC)
21 teams hadden zich ingeschreven voor de kwalificatie voor het Wereldkampioenschap voetbal 1982, er waren twee plaatsen gereserveerd op het WK voor deze zone. Iran trok zich terug.

## Opzet
- Eerste ronde: de 20 overgebleven teams werden in 4 groepen verdeeld elk met andere regels.
  - Groep 1: vijf teams, de teams speelden uit en thuis, de winnaar gaat naar de tweede ronde.
  - Groep 2: vijf teams, alle teams speelden één keer tegen elkaar in Saoedi-Arabië, de winnaar gaat naar de tweede ronde.
  - Groep 3: vier teams, alle teams speelden één keer tegen elkaar in Koeweit, de winnaar gaat naar de tweede ronde.
  - Groep 4: zes teams, alle matchen werden in Hongkong gespeeld, er waren vier fases.
    - Classificatie: elk team speelt één wedstrijd, om de groep te bepalen
    - Groepsfase: gebaseerd op de classificatiewedstrijden werden de zes teams in twee groepen van drie verdeeld. De teams speelden één keer tegen elkaar, de groepswinnaar en de nummer 2 gaan naar de halve finale.
    - Halve finale: de winnaar van groep A speelt tegen de tweede van groep B in één wedstrijd, en de winnaar van groep B speelt tegen de tweede van groep A in één wedstrijd.
    - Finale: de twee teams spelen één keer tegen elkaar, de winnaar gaat naar de finaleronde.
- Finaleronde: de vier overgebleven teams spelen twee keer tegen elkaar, de groepswinnaar en nummer 2 kwalificeren zich.

## Gekwalificeerde landen
| FIFA-lid      | Confederatie | Kwalificatie        | Aantal dln. (incl. 1986) | Dln. op rij | Eerste dln. | Laatste dln. | Titels (excl. 1986) | Beste prestatie |
| ------------- | ------------ | ------------------- | ------------------------ | ----------- | ----------- | ------------ | ------------------- | --------------- |
| Koeweit       | AFC          | Winnaar finaleronde | 1e                       | 1           | n.v.t.      | n.v.t.       | n.v.t.              | n.v.t.          |
| Nieuw-Zeeland | OFC          | Winnaar play-off    | 1e                       | 1           | n.v.t.      | n.v.t.       | n.v.t.              | n.v.t.          |

## Groepen en wedstrijden
Legenda

### Eerste ronde
Van de ploegen, die in 1978 de tweede ronde haalde, bleef in 1982 alleen Koeweit over. Koeweit moest daarvoor een mede-finalist in 1978 verslaan, Zuid-Korea werd in een toernooi in Koeweit City overtuigend met 2-0 verslagen. Iran, de winnaar van 1978 schreef zich niet in, omdat voetbal in de ban werd gedaan door de islamitische revolutie in Iran, Saoedi-Arabië nam hun plaats in als winnaar van het Arabische toernooi in eigen land. Nieuw-Zeeland nam de plaats in van Australië dankzij een knappe 2-0-overwinning in Sydney. De eilandbewoners zorgden ook voor een record in het WK voetbal door met 13-0 te winnen van de Fiji Eilanden. Ten slotte haalde ook Hong Kong niet de finale, het verloor in de halve finales van een toernooi in eigen land na strafschoppen van de grote buurman China. In de finale rekende China na de verlenging af met Noord-Korea: 4-2. China deed voor de eerste keer sinds 1958 mee aan het WK-voetbal en had dus meteen succes.

#### Groep 1
| Pos | Land           | Wed | Win | Gel | Ver | DV | DT | +/− | Pnt |
| --- | -------------- | --- | --- | --- | --- | -- | -- | --- | --- |
| 1.  | Nieuw-Zeeland  | 8   | 6   | 2   | 0   | 31 | 3  | +28 | 14  |
| 2.  | Australië      | 8   | 4   | 2   | 2   | 22 | 9  | +13 | 10  |
| 3.  | Indonesië      | 8   | 2   | 2   | 4   | 5  | 14 | −9  | 6   |
| 4.  | Chinees Taipei | 8   | 1   | 3   | 4   | 5  | 8  | −3  | 5   |
| 5.  | Fiji           | 8   | 1   | 3   | 4   | 6  | 35 | −29 | 5   |

|               |                                         |       |                          |                                                               |
| 25 april 1981 | Nieuw-Zeeland                           | 3 – 3 | Australië                | Plaats:Auckland, Nieuw-Zeeland Scheidsrechter: Mencgali (ITA) |
| 25 april 1981 | Grant Turner Steve Wooddin Steve Sumner |       | Eddie Krncevic Ken Boden | Plaats:Auckland, Nieuw-Zeeland Scheidsrechter: Mencgali (ITA) |

|            |      |                           |               |                                              |
| 3 mei 1981 | Fiji | 0 – 4                     | Nieuw-Zeeland | Plaats:Suva, Fiji Scheidsrechter: Omar (MAS) |
| 3 mei 1981 |      | Brian Turner Steve Sumner |               | Plaats:Suva, Fiji Scheidsrechter: Omar (MAS) |

|            |                |       |               |                                                           |
| 7 mei 1981 | Chinees Taipei | 0 – 0 | Nieuw-Zeeland | Plaats:Taipei, Chinees Taipei Scheidsrechter: Asami (JPN) |
| 7 mei 1981 |                |       |               | Plaats:Taipei, Chinees Taipei Scheidsrechter: Asami (JPN) |

|             |           |                           |               |                                                          |
| 11 mei 1981 | Indonesië | 0 – 2                     | Nieuw-Zeeland | Plaats:Jakarta, Indonesië Scheidsrechter: Ausukont (THA) |
| 11 mei 1981 |           | Brian Turner Grant Turner |               | Plaats:Jakarta, Indonesië Scheidsrechter: Ausukont (THA) |

|             |           |                            |               |                                                                |
| 16 mei 1981 | Australië | 0 – 2                      | Nieuw-Zeeland | Plaats:Sydney, Australië Scheidsrechter: George Courtney (ENG) |
| 16 mei 1981 |           | Steve Wooddin Grant Turner |               | Plaats:Sydney, Australië Scheidsrechter: George Courtney (ENG) |

|             |                                    |       |           |                                                         |
| 20 mei 1981 | Australië                          | 2 – 0 | Indonesië | Plaats:Melbourne, Australië Scheidsrechter: Oliva (POR) |
| 20 mei 1981 | John Kosmina 29' Alan Davidson 33' |       |           | Plaats:Melbourne, Australië Scheidsrechter: Oliva (POR) |

|             |                                                       |       |           |                                                            |
| 23 mei 1981 | Nieuw-Zeeland                                         | 5 – 0 | Indonesië | Plaats:Auckland, Nieuw-Zeeland Scheidsrechter: Oliva (POR) |
| 23 mei 1981 | Grant Turner Adrian Elrick Brian Turner Steve Wooddin |       |           | Plaats:Auckland, Nieuw-Zeeland Scheidsrechter: Oliva (POR) |

|             |                                    |       |                |                                                                    |
| 30 mei 1981 | Nieuw-Zeeland                      | 2 – 0 | Chinees Taipei | Plaats:Auckland, Nieuw-Zeeland Scheidsrechter: Tony Bosković (AUS) |
| 30 mei 1981 | Steve Wooddin 14' Grant Turner 75' |       |                | Plaats:Auckland, Nieuw-Zeeland Scheidsrechter: Tony Bosković (AUS) |

|             |      |       |           |                                                       |
| 31 mei 1981 | Fiji | 0 – 0 | Indonesië | Plaats:Suva, Fiji Scheidsrechter: Lee Kok Leong (SIN) |
| 31 mei 1981 |      |       |           | Plaats:Suva, Fiji Scheidsrechter: Lee Kok Leong (SIN) |

|             |                    |       |                   |                                                 |
| 6 juni 1981 | Fiji               | 2 – 1 | Chinees Taipei    | Plaats:Suva, Fiji Scheidsrechter: Dhillon (SIN) |
| 6 juni 1981 | Ratu Jone 35', 55' |       | Chang Kuo Chi 40' | Plaats:Suva, Fiji Scheidsrechter: Dhillon (SIN) |

|              |                                            |       |                     |                                                          |
| 10 juni 1981 | Australië                                  | 3 – 2 | Chinees Taipei      | Plaats:Adelaide, Australië Scheidsrechter: Getkaew (THA) |
| 10 juni 1981 | Henderson 17' Kosmina 54' Byrne 68' (pen.) |       | Deng Chyan 82', 89' | Plaats:Adelaide, Australië Scheidsrechter: Getkaew (THA) |

|              |                  |       |                |                                                           |
| 15 juni 1981 | Indonesië        | 1 – 0 | Chinees Taipei | Plaats:Jakarta, Indonesië Scheidsrechter: Charupunt (THA) |
| 15 juni 1981 | Hadi Ismanto 75' |       |                | Plaats:Jakarta, Indonesië Scheidsrechter: Charupunt (THA) |

|              |                     |       |           |                                                           |
| 28 juni 1981 | Chinees Taipei      | 2 – 0 | Indonesië | Plaats:Taipei, Chinees Taipei Scheidsrechter: Nishi (JPN) |
| 28 juni 1981 | Deng Chyan Jyn Tson |       |           | Plaats:Taipei, Chinees Taipei Scheidsrechter: Nishi (JPN) |

|              |                |       |                                      |                                                      |
| 26 juli 1981 | Fiji           | 1 – 4 | Australië                            | Plaats:Suva, Fiji Scheidsrechter: Hardjowasito (IDN) |
| 26 juli 1981 | Meli Vuilabasa |       | Gary Cole Murray Barnes Peter Sharne | Plaats:Suva, Fiji Scheidsrechter: Hardjowasito (IDN) |

|                 |                |       |      |                                                                |
| 4 augustus 1981 | Chinees Taipei | 0 – 0 | Fiji | Plaats:Taipei, Chinees Taipei Scheidsrechter: Brillantes (PHI) |
| 4 augustus 1981 |                |       |      | Plaats:Taipei, Chinees Taipei Scheidsrechter: Brillantes (PHI) |

|                  |                                       |       |                                               |                                                        |
| 10 augustus 1981 | Indonesië                             | 3 – 3 | Fiji                                          | Plaats:Jakarta, Indonesië Scheidsrechter: Gurkan (PHI) |
| 10 augustus 1981 | Budi Johannis Upendran Choy Risdianto |       | Ratu Jone Meli Vuilabasa John Morris Williams | Plaats:Jakarta, Indonesië Scheidsrechter: Gurkan (PHI) |

|                  |                                                                                |        |      |                                                            |
| 14 augustus 1981 | Australië                                                                      | 10 – 0 | Fiji | Plaats:Melbourne, Australië Scheidsrechter: Ausukont (THA) |
| 14 augustus 1981 | Dave Mitchell 29', 35', 83' Gary Cole 42', 52', 64', 67', 71' (pen.), 75', 78' |        |      | Plaats:Melbourne, Australië Scheidsrechter: Ausukont (THA) |

|                  |                                                                               |        |      |                                                              |
| 16 augustus 1981 | Nieuw-Zeeland                                                                 | 13 – 0 | Fiji | Plaats:Auckland, Nieuw-Zeeland Scheidsrechter: Getkaew (THA) |
| 16 augustus 1981 | Steve Sumner Brian Turner Grant Turner Duncan Cole Keith Mackay Steve Wooddin |        |      | Plaats:Auckland, Nieuw-Zeeland Scheidsrechter: Getkaew (THA) |

|                  |               |       |           |                                                       |
| 30 augustus 1981 | Indonesië     | 1 – 0 | Australië | Plaats:Jakarta, Indonesië Scheidsrechter: Reyes (PHI) |
| 30 augustus 1981 | Risdianto 88' |       |           | Plaats:Jakarta, Indonesië Scheidsrechter: Reyes (PHI) |

|                  |                |       |           |                                                            |
| 6 september 1981 | Chinees Taipei | 0 – 0 | Australië | Plaats:Taipei, Chinees Taipei Scheidsrechter: Gurkan (PHI) |
| 6 september 1981 |                |       |           | Plaats:Taipei, Chinees Taipei Scheidsrechter: Gurkan (PHI) |

#### Groep 2
| Pos | Land          | Wed | Win | Gel | Ver | DV | DT | +/− | Pnt |
| --- | ------------- | --- | --- | --- | --- | -- | -- | --- | --- |
| 1.  | Saoedi-Arabië | 4   | 4   | 0   | 0   | 5  | 0  | +5  | 8   |
| 2.  | Irak          | 4   | 3   | 0   | 1   | 5  | 2  | +3  | 6   |
| 3.  | Qatar         | 4   | 2   | 0   | 2   | 5  | 3  | +2  | 4   |
| 4.  | Bahrein       | 4   | 1   | 0   | 3   | 1  | 6  | −5  | 2   |
| 5.  | Syrië         | 4   | 0   | 0   | 4   | 2  | 7  | −5  | 0   |

|               |       |       |       |                                                                 |
| 18 maart 1981 | Irak  | 1 – 0 | Qatar | Plaats:Riyad, Saoedi-Arabië Scheidsrechter: Tony Bosković (AUS) |
| 18 maart 1981 | Saeed |       |       | Plaats:Riyad, Saoedi-Arabië Scheidsrechter: Tony Bosković (AUS) |

|               |          |       |       |                                                        |
| 19 maart 1981 | Bahrein  | 1 – 0 | Syrië | Plaats:Riyad, Saoedi-Arabië Scheidsrechter: Sano (JPN) |
| 19 maart 1981 | Boushagr |       |       | Plaats:Riyad, Saoedi-Arabië Scheidsrechter: Sano (JPN) |

|               |               |       |      |                                                                 |
| 21 maart 1981 | Saoedi-Arabië | 1 – 0 | Irak | Plaats:Riyad, Saoedi-Arabië Scheidsrechter: Rubio Vesquez (MEX) |
| 21 maart 1981 | Mohammad      |       |      | Plaats:Riyad, Saoedi-Arabië Scheidsrechter: Rubio Vesquez (MEX) |

|               |                     |       |         |                                                                 |
| 22 maart 1981 | Qatar               | 3 – 0 | Bahrein | Plaats:Riyad, Saoedi-Arabië Scheidsrechter: Lee Kok Leong (SIN) |
| 22 maart 1981 | Bekhit Al Muhannadi |       |         | Plaats:Riyad, Saoedi-Arabië Scheidsrechter: Lee Kok Leong (SIN) |

|               |               |       |       |                                                         |
| 24 maart 1981 | Saoedi-Arabië | 2 – 0 | Syrië | Plaats:Riyad, Saoedi-Arabië Scheidsrechter: Nishi (JPN) |
| 24 maart 1981 | Jassem        |       |       | Plaats:Riyad, Saoedi-Arabië Scheidsrechter: Nishi (JPN) |

|               |               |       |         |                                                           |
| 25 maart 1981 | Irak          | 2 – 0 | Bahrein | Plaats:Riyad, Saoedi-Arabië Scheidsrechter: Dhillon (SIN) |
| 25 maart 1981 | Bashir Dirjal |       |         | Plaats:Riyad, Saoedi-Arabië Scheidsrechter: Dhillon (SIN) |

|               |              |       |       |                                                           |
| 27 maart 1981 | Qatar        | 2 – 1 | Syrië | Plaats:Riyad, Saoedi-Arabië Scheidsrechter: Rampley (AUS) |
| 27 maart 1981 | Ahmed Bekhit |       | Jehad | Plaats:Riyad, Saoedi-Arabië Scheidsrechter: Rampley (AUS) |

|               |               |       |         |                                                        |
| 28 maart 1981 | Saoedi-Arabië | 1 – 0 | Bahrein | Plaats:Riyad, Saoedi-Arabië Scheidsrechter: Sano (JPN) |
| 28 maart 1981 | Al Nafeesah   |       |         | Plaats:Riyad, Saoedi-Arabië Scheidsrechter: Sano (JPN) |

|               |               |       |       |                                                           |
| 30 maart 1981 | Irak          | 2 – 1 | Syrië | Plaats:Riyad, Saoedi-Arabië Scheidsrechter: Rampley (AUS) |
| 30 maart 1981 | Hafidh Ashraf |       | Jehad | Plaats:Riyad, Saoedi-Arabië Scheidsrechter: Rampley (AUS) |

|               |               |       |       |                                                                 |
| 31 maart 1981 | Saoedi-Arabië | 1 – 0 | Qatar | Plaats:Riyad, Saoedi-Arabië Scheidsrechter: Tony Bosković (AUS) |
| 31 maart 1981 | Al Ola        |       |       | Plaats:Riyad, Saoedi-Arabië Scheidsrechter: Tony Bosković (AUS) |

#### Groep 3
| Pos | Land       | Wed | Win | Gel | Ver | DV | DT | +/− | Pnt |
| --- | ---------- | --- | --- | --- | --- | -- | -- | --- | --- |
| 1.  | Koeweit    | 3   | 3   | 0   | 0   | 12 | 0  | +12 | 6   |
| 2.  | Zuid-Korea | 3   | 2   | 0   | 1   | 7  | 4  | +3  | 4   |
| 3.  | Maleisië   | 3   | 0   | 1   | 2   | 3  | 8  | −5  | 1   |
| 4.  | Thailand   | 3   | 0   | 1   | 2   | 3  | 13 | −10 | 1   |

|               |                                  |       |              |                         |
| 21 april 1981 | Zuid-Korea                       | 2 – 1 | Maleisië     | Plaats:Koeweit, Koeweit |
| 21 april 1981 | Hong Sung-Ho 33' Lee Kang-Jo 84' |       | Wong Chye 6' | Plaats:Koeweit, Koeweit |

|               |                                            |       |          |                                                       |
| 22 april 1981 | Koeweit                                    | 6 – 0 | Thailand | Plaats:Koeweit, Koeweit Scheidsrechter: D'Souza (IND) |
| 22 april 1981 | Al-Anbari Al-Dakhil Kameel Karam J. Yaqoub |       |          | Plaats:Koeweit, Koeweit Scheidsrechter: D'Souza (IND) |

|               |                                                                        |       |                     |                                                            |
| 24 april 1981 | Zuid-Korea                                                             | 5 – 1 | Thailand            | Plaats:Koeweit, Koeweit Scheidsrechter: Hardjowasito (IDN) |
| 24 april 1981 | Choi Soon-Ho 26' 85' Choi Jong-Deok 33' Oh Seok-Jae 68' Lee Tae-Ho 70' |       | Piyapong Pue-On 36' | Plaats:Koeweit, Koeweit Scheidsrechter: Hardjowasito (IDN) |

|               |                               |       |          |                                                               |
| 25 april 1981 | Koeweit                       | 4 – 0 | Maleisië | Plaats:Koeweit, Koeweit Scheidsrechter: Cheung Kwok Hui (HKG) |
| 25 april 1981 | M. Juma'a Al-Ghanem J. Yaqoub |       |          | Plaats:Koeweit, Koeweit Scheidsrechter: Cheung Kwok Hui (HKG) |

|               |             |       |                       |                                                             |
| 27 april 1981 | Maleisië    | 2 – 2 | Thailand              | Plaats:Koeweit, Koeweit Scheidsrechter: Bob Valentine (SCO) |
| 27 april 1981 | Ibrahim Din |       | Songwuti Suwannapluoh | Plaats:Koeweit, Koeweit Scheidsrechter: Bob Valentine (SCO) |

|               |                             |       |            |                                                                  |
| 29 april 1981 | Koeweit                     | 2 – 0 | Zuid-Korea | Plaats:Koeweit, Koeweit Scheidsrechter: Aristizábal Murcia (COL) |
| 29 april 1981 | Al-Anbari 50' Al-Ghanem 81' |       |            | Plaats:Koeweit, Koeweit Scheidsrechter: Aristizábal Murcia (COL) |

#### Groep 4
Classificatie
Gebaseerd op het resultaat werden China, Japan en Macau in groep A gezet en Hongkong, Noord-Korea en Singapore in groep B.
|                  |                  |       |          |                                                                                   |
| 21 december 1980 | China            | 1 – 0 | Hongkong | Government Stadium, Hongkong Toeschouwers: 25.602 Scheidsrechter: Al-Mauzan (KSA) |
| 21 december 1980 | Chen Jingang 89' |       |          | Government Stadium, Hongkong Toeschouwers: 25.602 Scheidsrechter: Al-Mauzan (KSA) |

|                  |                    |       |           |                                                                                 |
| 22 december 1980 | Japan              | 1 – 0 | Singapore | Government Stadium, Hongkong Toeschouwers: 3.730 Scheidsrechter: Ausukont (THA) |
| 22 december 1980 | Kazushi Kimura 20' |       |           | Government Stadium, Hongkong Toeschouwers: 3.730 Scheidsrechter: Ausukont (THA) |

|                  |                                                  |       |       |                                                                                   |
| 22 december 1980 | Noord-Korea                                      | 3 – 0 | Macau | Government Stadium, Hongkong Toeschouwers: 3.730 Scheidsrechter: Demirdjian (LIB) |
| 22 december 1980 | Li Yong-Sob 34' Li Chang-Ha 41' Kim Yong-Nam 87' |       |       | Government Stadium, Hongkong Toeschouwers: 3.730 Scheidsrechter: Demirdjian (LIB) |

##### Groep 4A
| Pos | Land  | Wed | Win | Gel | Ver | DV | DT | +/− | Pnt |
| --- | ----- | --- | --- | --- | --- | -- | -- | --- | --- |
| 1.  | China | 2   | 2   | 0   | 0   | 4  | 0  | +4  | 4   |
| 2.  | Japan | 2   | 1   | 0   | 1   | 3  | 1  | +2  | 2   |
| 3.  | Macau | 2   | 0   | 0   | 2   | 0  | 6  | −6  | 0   |

|                  |                                                    |       |       |                                                                                 |
| 24 december 1980 | China                                              | 3 – 0 | Macau | Government Stadium, Hongkong Toeschouwers: 16.562 Scheidsrechter: Getkaew (THA) |
| 24 december 1980 | Gu Guangming 17' Zuo Shusheng 20' Rong Zhihang 59' |       |       | Government Stadium, Hongkong Toeschouwers: 16.562 Scheidsrechter: Getkaew (THA) |

|                  |                 |       |       |                                                                                       |
| 26 december 1980 | China           | 1 – 0 | Japan | Government Stadium, Hongkong Toeschouwers: 16.900 Scheidsrechter: Ali Al-Bannai (KUW) |
| 26 december 1980 | Rong Zhihang 7' |       |       | Government Stadium, Hongkong Toeschouwers: 16.900 Scheidsrechter: Ali Al-Bannai (KUW) |

|                  |                                                                  |       |       |                                                                                |
| 28 december 1980 | Japan                                                            | 3 – 0 | Macau | Government Stadium, Hongkong Toeschouwers: 27.629 Scheidsrechter: Arafat (SYR) |
| 28 december 1980 | Kazushi Kimura 68' Hideki Maeda 80' (pen.) Haruhisa Hasegawa 88' |       |       | Government Stadium, Hongkong Toeschouwers: 27.629 Scheidsrechter: Arafat (SYR) |

##### Groep 4B
| Pos | Land        | Wed | Win | Gel | Ver | DV | DT | +/− | Pnt |
| --- | ----------- | --- | --- | --- | --- | -- | -- | --- | --- |
| 1.  | Noord-Korea | 2   | 1   | 1   | 0   | 3  | 2  | +1  | 3   |
| 2.  | Hongkong    | 2   | 0   | 2   | 0   | 3  | 3  | 0   | 2   |
| 3.  | Singapore   | 2   | 0   | 1   | 1   | 1  | 2  | −1  | 1   |

|                  |                   |       |                  |                                                                                |
| 24 december 1980 | Hongkong          | 1 – 1 | Singapore        | Government Stadium, Hongkong Toeschouwers: 16.562 Scheidsrechter: Arafat (SYR) |
| 24 december 1980 | Choi Jork Yee 55' |       | Pathmanathan 87' | Government Stadium, Hongkong Toeschouwers: 16.562 Scheidsrechter: Arafat (SYR) |

|                  |                |       |           |                                                                                                |
| 26 december 1980 | Noord-Korea    | 1 – 0 | Singapore | Government Stadium, Hongkong Toeschouwers: 16.900 Scheidsrechter: Ibrahim Youssef Al-Doy (BHR) |
| 26 december 1980 | Li Yong-Sob 7' |       |           | Government Stadium, Hongkong Toeschouwers: 16.900 Scheidsrechter: Ibrahim Youssef Al-Doy (BHR) |

|                  |                                    |       |                                |                                                                                    |
| 28 december 1980 | Hongkong                           | 2 – 2 | Noord-Korea                    | Government Stadium, Hongkong Toeschouwers: 27.629 Scheidsrechter: Demirdjian (LIB) |
| 28 december 1980 | Wan Chi Keung 40' Wu Kwok Hung 62' |       | Li Yong-Man 3' Li Yong-Sob 25' | Government Stadium, Hongkong Toeschouwers: 27.629 Scheidsrechter: Demirdjian (LIB) |

##### Halve Finale
|                  |                   |              |       |                                                                                      |
| 30 december 1980 | Noord-Korea       | 1 – 0 (n.v.) | Japan | Government Stadium, Hongkong Toeschouwers: 8.266 Scheidsrechter: Ali Al-Bannai (KUW) |
| 30 december 1980 | Kim Yong-Nam 114' |              |       | Government Stadium, Hongkong Toeschouwers: 8.266 Scheidsrechter: Ali Al-Bannai (KUW) |

Noord-Korea plaatst zich voor de finale van deze groep.
|                  |                                                                   |              |                                                                  |                                                                                 |
| 31 december 1980 | Hongkong                                                          | 0 – 0 (n.v.) | China                                                            | Government Stadium, Hongkong Toeschouwers: 27.582 Scheidsrechter: Getkaew (THA) |
| 31 december 1980 |                                                                   |              |                                                                  | Government Stadium, Hongkong Toeschouwers: 27.582 Scheidsrechter: Getkaew (THA) |
| 31 december 1980 | Strafschoppen                                                     |              |                                                                  | Government Stadium, Hongkong Toeschouwers: 27.582 Scheidsrechter: Getkaew (THA) |
| 31 december 1980 | Wu Kwok Hung Chee Yit Bo Chan Fat Chi Fung Chi Ming Wan Chi Keung | 4 – 5        | Huang Xiangdong Zuo Shusheng Chi Shangbin Wang Feng Rong Zhixing | Government Stadium, Hongkong Toeschouwers: 27.582 Scheidsrechter: Getkaew (THA) |

China plaatst zich voor de finale van deze groep.

##### Finale
|                |                                                            |              |                                 |                                                                                |
| 4 januari 1981 | China                                                      | 4 – 2 (n.v.) | Noord-Korea                     | Government Stadium, Hongkong Toeschouwers: 15.974 Scheidsrechter: Al-Deq (BHR) |
| 4 januari 1981 | Huang Xiangdong 44' 110' Chen Xirong 55' Gu Guangming 112' |              | Li Chang-Ha 2' Kim Yong-Nam 56' | Government Stadium, Hongkong Toeschouwers: 15.974 Scheidsrechter: Al-Deq (BHR) |

China plaatst zich voor de finalegroep.

### Finaleronde
Dat Arabieren wel degelijk kunnen voetballen, bewezen de Koeweiti tijdens dit kwalificatietoernooi. Met technisch prima voetbal plaatste het oliestaatje zich voor het WK, de eerste zege was in Auckland tegen Nieuw-Zeeland, waardoor de ploeg meteen een grote slag toebracht en na een 3-0-nederlaag tegen China volgden twee overwinningen tegen Saoedi-Arabië en de thuiswedstrijd tegen China. De kwalificatie van Koeweit was het eerste succes van de Braziliaanse coach Carlos Alberto Parreira, die later wereldkampioen zou worden met zijn geboorteland. China was nu uitgespeeld met zeven punten uit zes wedstrijden en moest nu wachten op de "Arabische tour" van Nieuw-Zeeland, dat 4 punten uit vier wedstrijden had. Tegen Koeweit verspeelde de "Kiwi's" een 2-1-voorsprong in de slotfase en moesten nu minstens met vijf goals verschil winnen van de Saoedi's. In de eerste helft stond het al 0-5 en men kon niet meer scoren in de tweede helft, zodat een beslissingswedstrijd nodig was tegen China. In Singapore won Nieuw-Zeeland met 2-1 van China en het vele reizen van de ploeg werd beloond. Een van de doelpuntenmakers was Wynton Rufer, de spits die later furore zou maken bij Werder Bremen.
| Pos | Land          | Wed | Win | Gel | Ver | DV | DT | +/− | Pnt |
| --- | ------------- | --- | --- | --- | --- | -- | -- | --- | --- |
| 1.  | Koeweit       | 6   | 4   | 1   | 1   | 8  | 6  | +2  | 9   |
| 2.  | China         | 6   | 3   | 1   | 2   | 9  | 4  | +5  | 7   |
| 3.  | Nieuw-Zeeland | 6   | 2   | 3   | 1   | 11 | 6  | +5  | 7   |
| 4.  | Saoedi-Arabië | 6   | 0   | 1   | 5   | 4  | 16 | −12 | 1   |

|                   |       |       |               |                                                                          |
| 24 september 1981 | China | 0 – 0 | Nieuw-Zeeland | Arbeidersstadion, Peking Toeschouwers: 63.000 Scheidsrechter: Sano (JPN) |
| 24 september 1981 |       |       |               | Arbeidersstadion, Peking Toeschouwers: 63.000 Scheidsrechter: Sano (JPN) |

|                |                   |       |       |                                                                                  |
| 3 oktober 1981 | Nieuw-Zeeland     | 1 – 0 | China | Mount Smart Stadium, Auckland Toeschouwers: 15.903 Scheidsrechter: Getkaew (THA) |
| 3 oktober 1981 | Ricki Herbert 43' |       |       | Mount Smart Stadium, Auckland Toeschouwers: 15.903 Scheidsrechter: Getkaew (THA) |

|                 |                   |       |                                    |                                                                                       |
| 10 oktober 1981 | Nieuw-Zeeland     | 1 – 2 | Koeweit                            | Mount Smart Stadium, Auckland Toeschouwers: 21.101 Scheidsrechter: Hardjowasito (IDN) |
| 10 oktober 1981 | Steve Wooddin 24' |       | Al-Dakhil 61' (pen.) J. Yaqoub 90' | Mount Smart Stadium, Auckland Toeschouwers: 21.101 Scheidsrechter: Hardjowasito (IDN) |

|                 |                                                    |       |         |                                                                                   |
| 18 oktober 1981 | China                                              | 3 – 0 | Koeweit | Arbeidersstadion, Peking Toeschouwers: 63.000 Scheidsrechter: Tony Bosković (AUS) |
| 18 oktober 1981 | Rong Zhihang 24' Gu Guangming 28' Shen Xiangfu 59' |       |         | Arbeidersstadion, Peking Toeschouwers: 63.000 Scheidsrechter: Tony Bosković (AUS) |

|                 |               |               |         |                                                                                          |
| 4 november 1981 | Saoedi-Arabië | 0 – 1         | Koeweit | Prince Faisal bin Fahdstadion, Riyad Toeschouwers: 28.000 Scheidsrechter: Alf Grey (ENG) |
| 4 november 1981 |               | Al-Anbari 55' |         | Prince Faisal bin Fahdstadion, Riyad Toeschouwers: 28.000 Scheidsrechter: Alf Grey (ENG) |

|                  |                                  |       |                                                                        |                                                                                            |
| 12 november 1981 | Saoedi-Arabië                    | 2 – 4 | China                                                                  | Merdekastadion, Kuala Lumpur, (Maleisië) Toeschouwers: 40.000 Scheidsrechter: Ponnet (BEL) |
| 12 november 1981 | Al Nifawi 10' Majed Abdullah 11' |       | Zuo Shusheng 62' Chen Jingang 63' Gu Guangming 76' Huang Xiangdong 88' | Merdekastadion, Kuala Lumpur, (Maleisië) Toeschouwers: 40.000 Scheidsrechter: Ponnet (BEL) |

|                  |                                     |       |               | |
| 19 november 1981 | China                               | 2 – 0 | Saoedi-Arabië | Merdekastadion, Kuala Lumpur, (Maleisië) Toeschouwers: 45.000 Scheidsrechter: José Roberto Wright (BRA) |
| 19 november 1981 | Huang Xiangdong 24' Cai Jinbiao 27' |       |               | Merdekastadion, Kuala Lumpur, (Maleisië) Toeschouwers: 45.000 Scheidsrechter: José Roberto Wright (BRA) |

|                  |                                            |       |                        |                                                                       |
| 28 november 1981 | Nieuw-Zeeland                              | 2 – 2 | Saoedi-Arabië          | Mount Smart Stadium, Auckland Scheidsrechter: Arturo Ithurralde (ARG) |
| 28 november 1981 | Billy McClure 15' (pen.) Ricki Herbert 87' |       | Majed Abdullah 37' 41' | Mount Smart Stadium, Auckland Scheidsrechter: Arturo Ithurralde (ARG) |

|                  |              |       |       |                                                                                            |
| 30 november 1981 | Koeweit      | 1 – 0 | China | Mohammed Al-Hamadstadion, Koeweit Toeschouwers: 15.000 Scheidsrechter: Lee Kok Leong (SIN) |
| 30 november 1981 | Al-Anbari 7' |       |       | Mohammed Al-Hamadstadion, Koeweit Toeschouwers: 15.000 Scheidsrechter: Lee Kok Leong (SIN) |

|                 |                    |       |               |                                                                                      |
| 7 december 1981 | Koeweit            | 2 – 0 | Saoedi-Arabië | Mohammed Al-Hamadstadion, Koeweit Toeschouwers: 25.000 Scheidsrechter: Redelfs (FRG) |
| 7 december 1981 | Al-Dakhil 36', 56' |       |               | Mohammed Al-Hamadstadion, Koeweit Toeschouwers: 25.000 Scheidsrechter: Redelfs (FRG) |

|                  |                           |       |                                   | |
| 14 december 1981 | Koeweit                   | 2 – 2 | Nieuw-Zeeland                     | Mohammed Al-Hamadstadion, Koeweit Toeschouwers: 20.000 Scheidsrechter: Henning Lund-Sørensen (DEN) |
| 14 december 1981 | Kameel 41' Al-Hashash 89' |       | Steve Sumner 65' Wynton Rufer 66' | Mohammed Al-Hamadstadion, Koeweit Toeschouwers: 20.000 Scheidsrechter: Henning Lund-Sørensen (DEN) |

|                  |               |                                                                      |               |                                                                                       |
| 19 december 1981 | Saoedi-Arabië | 0 – 5                                                                | Nieuw-Zeeland | Prince Faisal bin Fahdstadion, Riyad Toeschouwers: 5.000 Scheidsrechter: Corver (NED) |
| 19 december 1981 |               | Wynton Rufer 16', 39' Brian Turner 17', 43' (pen.) Steve Wooddin 38' |               | Prince Faisal bin Fahdstadion, Riyad Toeschouwers: 5.000 Scheidsrechter: Corver (NED) |

#### Play-off
China en Nieuw-Zeeland eindigden gelijk, in Singapore werd op neutraal terrein de beslissende wedstrijd gespeeld.
|                 |                                    |       |                     |                                                                                              |
| 10 januari 1982 | Nieuw-Zeeland                      | 2 – 1 | China               | Nationaal Stadion, Singapore Toeschouwers: 60.000 Scheidsrechter: Romualdo Arppi Filho (BRA) |
| 10 januari 1982 | Steve Wooddin 24' Wynton Rufer 47' |       | Huang Xiangdong 75' | Nationaal Stadion, Singapore Toeschouwers: 60.000 Scheidsrechter: Romualdo Arppi Filho (BRA) |